# Jotaro Kujo
(Jotaro Kujo)
Jotaro Kujo (空条 承太郎?, Kūjō Jōtarō) è un personaggio immaginario, protagonista della terza parte del manga Le bizzarre avventure di JoJo di Hirohiko Araki, intitolato Stardust Crusaders. È figlio di Sadao Kujo, un musicista jazz giapponese, e Holly Joestar, la figlia di Joseph Joestar

## Creazione e sviluppo
Il cognome di Jotaro, Kujo, è un riferimento al romanzo di Stephen King Cujo. In occasione di una sessione di domande e risposte presso un istituto scolastico di Nagoya, Araki ha riconosciuto una certa somiglianza tra il personaggio di Jotaro e Clint Eastwood: entrambi non corrono, limitano i movimenti al minimo indispensabile e sono taciturni.

## Storia

### Stardust Crusaders

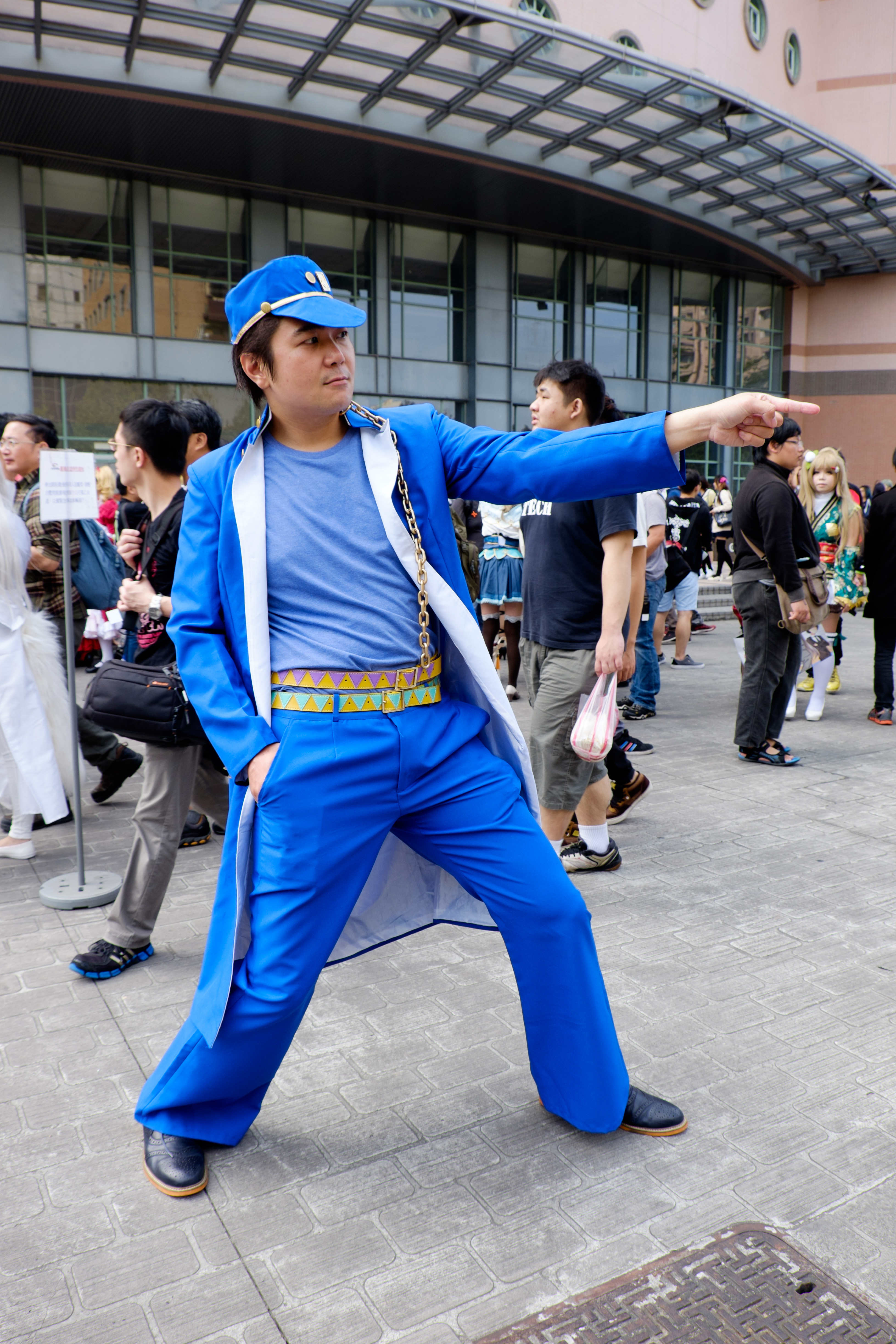
Cosplay di Jotaro Kujo

Jotaro nasce nel 1971 in Giappone in una famiglia benestante. Inizialmente cresce in maniera del tutto irreprensibile, eccellendo nello sport e nello studio, per poi diventare un teppista e venire arrestato nell'estate del 1989. Quando la madre, Holly Joestar, si reca in carcere per visitarlo, scopre che il figlio è stato rinchiuso per sua stessa volontà, in quanto asserisce di essere posseduto da uno spirito maligno. In seguito il nonno, Joseph Joestar, con l'aiuto di un suo compagno, l'indovino egiziano Mohammed Avdol, convince il nipote a uscire dalla prigione, spiegando al ragazzo che ciò che crede essere uno spirito è in realtà il suo stand, Star Platinum, corrispondente al diciassettesimo arcano maggiore.
Lo stand di Jotaro è stato risvegliato dal ritorno del vampiro Dio Brando, che al termine di Phantom Blood, prima serie del manga, si era impossessato del corpo di un antenato di Jotaro, Jonathan Joestar, per rimpiazzare il proprio corpo, distrutto dallo stesso Jonathan. Per lo stesso motivo, tutti i discendenti della famiglia Joestar sviluppano strani poteri. Anche Holly, la madre di Jōtarō, sviluppa uno stand: ma non disponendo delle qualità necessarie per controllarlo, questo si manifesta in forma nociva. Per salvare la madre, Jotaro parte per l'Egitto in compagnia di Joseph e di Avdol, con lo scopo di stanare e di uccidere definitivamente Dio Brando. Al gruppo si uniscono dapprima Noriaki Kakyoin, la cui volontà era stata controllata da Dio attraverso un germoglio di carne impiantato nel cervello, e poi il francese Jean Pierre Polnareff e il cagnolino Iggy. Alla fine, dopo aver sconfitto altri numerosi portatori di stand nemici, Jotaro riesce ad arrivare alla capitale egiziana, il Cairo, dove aveva sede il nascondiglio di Dio. Jotaro e i suoi compagni dovettero affrontare in uno scontro 3 portatori di stand, nel quale Avdol e Iggy persero la vita. Arrivarono al cospetto del potente Dio, il Portatore dello Stand The World, uno stand capace di fermare il tempo, ma per un periodo limitato. Dio sfutta la sua abilità per eliminare Noriaki Kakyoin, che pur morente riuscì a capire il segreto di The World e a farlo capire a Joseph Joestar. Dio utilizzò di nuovo la sua abilità per sconfiggere anche Joseph, arrivando allo scontro finale contro Jotaro. Dopo aver nuovamente fermato il tempo, Dio notò che nonostante abbia attivato il suo potere, Jotaro riuscì a muovere leggermente il suo dito, infatti gli stand Star Platinum e The World condividono gli stessi poteri. Anche se Dio riusciva a fermare il tempo più a lungo rispetto a Jotaro, quest'ultimo ebbe la meglio.

### Diamond is Unbreakable
Nel 1999 Jotaro si reca nella cittadina di Morio-cho per incontrare Josuke Higashikata, che nonostante sia molto più giovane di lui è suo zio (è infatti il figlio illegittimo di Joseph Joestar). Jotaro lo avverte dell'esistenza di un pericoloso portatore di stand nella cittadina in cui vive. Anche dopo aver sconfitto quest'ultimo, Anjiro "Angelo" Katajiri, Jōtarō si trattiene a Morio-cho (dove viene raggiunto da Joseph) per aiutare Josuke nella lotta contro un pericolosissimo serial killer dotato di stand, Yoshikage Kira.
Dopo il termine della serie, a Jotaro, da sempre appassionato di biologia marina, viene conferita una laurea ad honorem in scienze naturali per un saggio che ha scritto durante la sua permanenza a Morio-cho.

### Vento Aureo
Venuto a conoscenza dell'esistenza di un figlio di Dio Brando che vive in Italia, Jōtarō invia Koichi Hirose a Napoli per incontrare il ragazzo, che si fa chiamare Giorno Giovanna, e appurare se si tratti di un portatore di stand e soprattutto se sia un amico o un nemico. Nel prosieguo della serie Jotaro non gioca più alcun ruolo.

### Stone Ocean
Jotaro fa il suo ritorno nella sesta serie, Stone Ocean. È l'anno 2011 e scopriamo che Jotaro si è sposato (con una donna di cui non viene rivelata l'identità), ha divorziato, e ha una figlia, Jolyne Kujo con cui ha un rapporto burrascoso essendo stato lontano da lei per non coinvolgerla nelle sue avventure. Jotaro verrà inizialmente messo subito fuori gioco dallo stand Whitesnake di Padre Enrico Pucci, e la prima parte della serie verterà sui tentativi di Jolyne di salvare il padre, recuperando i dischi che contengono la sua memoria e i suoi poteri. Verrà ucciso nello scontro finale con Pucci, per poi tornare in vita nel nuovo universo creato da Made in Heaven con un aspetto leggermente diverso: dopo la morte del prete per mano di Emporio e il secondo conseguente reset dell'Universo non viene più mostrato, ma viene fatto intuire da Irene, la versione alternativa di Jolyne, che questi sia ancora vivo e che i due siano in ottimi rapporti.

## Personalità
Jotaro Kujo è caratterizzato non solo da uno stand passato alla storia come uno dei più potenti, di fatto quasi invincibile, ma anche da un carattere freddo e calcolatore in ogni situazione. È dotato di un autocontrollo senza pari ed è molto intelligente.
Ha un aspetto da duro e un atteggiamento da "bullo", al limite della maleducazione, è molto sicuro di sé e della propria superiorità, ma è anche un ragazzo sincero, sensibile e leale, e dimostra tutta la sua umanità nell'affetto per la madre e il rispetto per il nonno. Convinto che i suoi sentimenti siano talmente palesi da non poter essere ignorati o mal interpretati, non si sforza di trasmetterli ai suoi cari, apparendo chiuso e scontroso. Nel manga è costantemente circondato da ragazzine adoranti, che ignora o scaccia via.
All'inizio della terza parte è perfettamente conscio di non essere la più gentile delle persone, eppure dimostra di tenere agli altri. Non a caso, l'unico motivo che lo spinge all'inizio a rimanere in cella è il timore di fare del male con il suo stand agli altri senza rendersene conto.
Nella sesta serie incontriamo anche il suo lato di genitore protettivo, geloso e fiero ma gentile.

## Stand
Star Platinum (星の白金?, Sutā Purachina) è uno stand a corto raggio,  il più potente e preciso tra tutti. È uno degli stand più forti fra tutti quelli dell'universo de Le bizzarre avventure di JoJo: possiede sensi acuiti, forza, resistenza, accuratezza e velocità. Star Platinum è abbastanza preciso da afferrare al volo The Lovers, una stand di dimensioni microscopiche (è abbastanza piccola da arrivare al cervello passando per le orecchie) e abbastanza veloce da bloccare un proiettile da distanza ravvicinata, In una pagine delle statistiche in Parte 6 viene menzionato che Star Platinum è talmente veloce da superare la velocità della luce. È inoltre in grado di osservare piccoli dettagli a grandi distanze. Come bonus aggiuntivo possiede l'attacco "Star Finger", con il quale può estendere il proprio dito per attaccare. È molto simile allo stand di Dio Brando, The World, e come questo può essere usato per fermare il tempo per pochi secondi, abilità che però viene rivelata soltanto nel finale della terza serie, durante la battaglia tra Jōtarō e Dio. A partire da allora, per esempio nel corso della quarta serie, lo stand assume il nome Star Platinum The World.
Star Platinum può fermare il tempo per un periodo limitato. Come Dio Brando, Jōtarō ha dimostrato di poter estendere gradualmente la durata di questa abilità, ma ci sono due importanti differenze. La prima è la progressione. Nella quarta serie Jotaro può fermare il tempo per circa due secondi, nella sesta per massimo cinque. D'altro canto Dio ha dimostrato una progressione molto più repentina. Inoltre, se Jotaro usa per troppe volte di fila Star Platinum The World si stanca troppo, mentre Dio non ha dato prova di soffrire di questo problema, probabilmente legato alla sua natura di vampiro, che gli garantisce una capacità di recupero maggiore.
Nella sesta serie viene specificato che lo stand può fermare il tempo anche per più di 5 secondi, ma essi sono il massimo per un essere umano.
Nel videogioco Eyes of Heaven sviluppa, alla fine, lo Star Platinum Over Heaven, che gli permette di usare gli stessi poteri del Dio Brando alternativo di riscrivere la realtà, seppure non sia in grado di padroneggiarla bene, tuttavia gli conferisce un potere sul livello multiversale, tale da poter riuscire a competere contro DIO Over Heaven